# Jacob Hilsdorf
Jacob Hilsdorf (Bingen am Rhein, 10 giugno 1872 – Francoforte, 11 gennaio 1916) è stato un fotografo tedesco.

## Biografia
Jacob Hilsdorf studiò, come suo fratello Theodor Hilsdorf, con suo padre Johann Baptist Hilsdorf a Bingen, l'arte della fotografia e poi lavorò a Lipsia, tra gli altri, nello studio del famoso fotografo Nicola Perscheid. A Lipsia incontrò Elisabeth Gausche, che sposò nel 1897 a Bad Kreuznach. Ha rilevato lo studio del padre sulla Kapuzinerstraße a Bingen, con il fratello Hans Hilsdorf, che in seguito ha anche lavorato come fotografo, assunto come assistente.
All'inizio del secolo Jacob Hilsdorf entrò in contatto con noti personaggi dell'epoca, membri del circolo di Stefan Anton George. Le fotografie del pittore Melchior Lechter lo fecero conoscere a livello internazionale dopo il 1903, immortalò ritratti di personalità della nobiltà e della politica, ma anche di pittori, musicisti e scrittori. Nel 1912, il Granduca Ernesto Luigi d'Assia gli assegnò il titolo di "Grand Ducal Hessischer Hofrat" per i suoi servizi.
Diversi problemi privati pesarono su Jacob Hilsdorf. Il matrimonio con Elisabeth Gausche sfociò nel divorzio nel 1909 e anche il matrimonio finito, del 1911, con Ellen Hasenclever fu infelice. A partire dal 1915, Jacob Hilsdorf affermò di soffrire di un disturbo dell'umore, e l'11 gennaio 1916, morì per suicidio.